# Igor Setchine
Igor Ivanovitch Setchine (en russe : Игорь Иванович Сечин), né le 7 septembre 1960 à Léningrad, est un homme politique et chef d'entreprise russe, vice-premier ministre de la fédération de Russie dans le gouvernement de Vladimir Poutine de 2008 à 2012 et président du conseil d'administration du groupe pétrolier Rosneft depuis 2012.
Il parle couramment français et portugais. C'est un proche de Vladimir Poutine, originaire comme lui de Saint-Pétersbourg.
Il fait partie des 500 personnalités ou entités russes dont les avoirs et les ressources économiques doivent être gelés, après l'agression russe contre l'Ukraine.

## Biographie

### Études
Igor Setchine naît à Léningrad (actuelle Saint-Pétersbourg) en 1960. Il étudie le droit à la faculté de lettres de l'université de Léningrad Jdanov de 1977 à 1982 et se spécialise dans les langues romanes, pour devenir professeur de français et de portugais. Il apprend également le japonais et l'espagnol. 
Il fait son service militaire en 1984-1986 et il est interprète au Mozambique pour Technoexport, puis interprète militaire en Angola. Employé par le GRU, le Renseignement militaire soviétique, il aurait travaillé avec Viktor Bout durant cette période. 
Il rentre ensuite en Russie à la fin des années 1980 et réalise un doctorat en économie.
De 1988 à 1991, il est collaborateur au conseil municipal de Léningrad, où il devient un proche de Vladimir Poutine, dont il fait la connaissance en 1990 au cours d'un voyage officiel au Brésil. Igor Setchine est alors fonctionnaire-instructeur, spécialiste de 1re catégorie, du cabinet chargé des relations économiques extérieures du conseil municipal de Léningrad.

### Mairie de Saint-Pétersbourg et fédération de Russie
De juin 1991 à juin 1996, Igor Setchine est collaborateur du maire de Saint-Pétersbourg, Anatoli Sobtchak (1937-2000), et chef de cabinet du premier-vice-maire. Il est au comité des relations étrangères de la ville, dirigé par Vladimir Poutine. Ensuite, Igor Setchine est fonctionnaire-spécialiste de 1re catégorie pour les affaires économiques extérieures de la présidence de la fédération de Russie (à l'époque de Boris Eltsine), et en 1997-1998, il est au directoire de l'administration de la présidence.

### Collaborateur de Vladimir Poutine
Il est nommé chef du secrétariat de Vladimir Poutine, alors premier ministre, en août 1999, et du 31 décembre 1999 à 2008, il est premier adjoint de l'administration présidentielle. À partir de mars 2004, il est en plus collaborateur du président de la fédération de Russie. 
Igor Setchine est nommé vice-premier ministre du gouvernement de Vladimir Poutine le 12 mai 2008.
La fille d'Igor Setchine est l'épouse du fils de l'ancien ministre de la Justice et procureur général, Vladimir Oustinov.

### Dirigeant d'entreprises
En 2004, Igor Setchine est nommé à la tête du conseil d'administration de la compagnie pétrolière Rosneft. Il redresse l'entreprise par d'importants investissements, notamment à l'étranger, en Inde, en Chine, en Allemagne, au Brésil, etc. Des personnalités occidentales influentes font leur entrée au conseil d'administration, comme François Fillon et Gerhard Schröder. 
Il devient président du conseil d'administration de la compagnie Inter RAO le 12 décembre 2008. Il signe avec Alain Juppé le 25 janvier 2011 à Saint-Nazaire le contrat de vente de quatre navires de classe Mistral, dont deux construits à Saint-Nazaire et deux à Saint-Pétersbourg.
À partir de 2014, il est durement touché par les sanctions contre la Russie imposées par des pays occidentaux, dont les États-Unis. Il est notamment interdit d'entrée sur le territoire américain et certains des projets de Rosneft à l'étranger sont mis à l'arrêt. Il dénonce régulièrement ces sanctions.

## Selon la presse américaine et occidentale

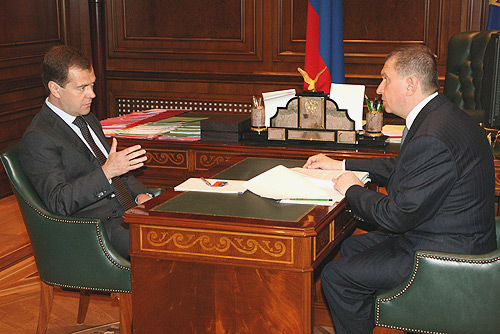
Dimitri Medvedev avec Igor Setchine en juillet 2008.

La presse américaine, relayée par la presse occidentale, qualifie souvent Igor Setchine de troisième personnage le plus influent de Russie, après Vladimir Poutine et Dmitri Medvedev. Le magazine américain Forbes le place même en deuxième position en novembre 2009.
Igor Setchine est accusé par Mikhaïl Khodorkovski dans une interview du Sunday Times de 2008 d'avoir voulu volontairement démanteler son groupe Ioukos.
Le magazine The Financial Times qualifie en 2010 de triumvirat le gouvernement de la Russie, en nommant Igor Setchine en troisième place et en le comparant à un « Richelieu russe ». Il était auparavant dans les coulisses, il sort désormais de l'ombre. D'autres surnoms lui sont attribués, notamment le « Machiavel du Kremlin », ou « Dark Vador ».

## Amore VeroetCrescent
Son yacht Amore Vero mesure 86 mètres et sa valeur est de 123 millions d'euros. Il appartient à la société exploitante Kazimo Trade & Invest Limited, domiciliée aux îles Vierges britanniques, dont le principal actionnaire et bénéficiaire économique est Igor Setchine.
Au début de l'invasion de l'Ukraine par la Russie, les douanes françaises saisissent le yacht Amore Vero, au chantier naval de La Ciotat, le 3 mars 2022. En juin 2022, le parquet de Marseille ouvre une enquête pour tentative de soustraction à la saisie des douanes. Une demande de levée de la saisie de l'Amore Vero est rejetée en septembre 2022. A cette date, il est toujours amarré dans le port de la Ciotat, sous surveillance douanière et policière.
Un autre yacht censé lui appartenir, le Crescent (en), de 135 mètres de long, est quant à lui arraisonné par les autorités espagnoles en rade de Tarragone en mai 2022.